# Medizinalrat (DDR)
Medizinalrat (MR) und Obermedizinalrat (OMR) waren Titel, die in der DDR zur Würdigung verdienstvoller Tätigkeit im staatlichen Gesundheitswesen an Ärzte und Zahnärzte verliehen wurden.

## Verleihungsvoraussetzungen
Die Titel konnten für eine langjährige erfolgreiche Tätigkeit in einer Leitungsfunktion in Einrichtungen, staatlichen Organen des Gesundheits- und Sozialwesens oder in gesellschaftlichen Organisationen verliehen werden, wobei hervorragende Ergebnisse bei der Lösung der Aufgaben des staatlichen Gesundheits- und Sozialwesens zur Erhöhung der Qualität und Wirksamkeit der medizinischen Arbeit nachzuweisen waren. Die  Titel konnten auch verliehen werden, wenn bei der Entwicklung und Anwendung moderner Erkenntnisse der medizinischen Wissenschaft, Forschung und Technik in der medizinischen Praxis hervorragende Kenntnisse nachgewiesen werden konnten.
Der Ausgezeichnete musste mindestens sieben Jahre für die Anleitung von mindestens acht Personen mit Hoch- oder Fachschulausbildung verantwortlich gewesen sein. Wurde die Leitungstätigkeit mindestens 15 Jahre ausgeübt, konnte der Titel Obermedizinalrat verliehen werden.

## Verleihungsverfahren
Der Titel Obermedizinalrat konnte nur durch den Minister für Gesundheitswesen der DDR, der Titel Medizinalrat darüber hinaus auch vom Vorsitzenden des zuständigen Rates des Bezirkes verliehen werden. Die Entscheidung über die Vergabe des Titels erfolgte jeweils im Einvernehmen mit der Gewerkschaft Gesundheitswesen.
Die Titel wurden am 11. Dezember, dem Geburtstag Robert Kochs und Tag des Gesundheitswesens in der DDR, verliehen. Der Ausgezeichnete erhielt eine Urkunde und war berechtigt, den Titel im Zusammenhang mit seinem Namen zu führen. Es war der jeweils höchste Titel zu führen; er konnte auch wieder aberkannt werden.

## Verleihung als Zugeständnis an die „Beharrungskraft bildungsbürgerlicher Milieus“?
Der Historiker Arnd Bauerkämper sieht in der Titelverleihung eine Art Zugeständnis der Partei- und Staatsführung der DDR an bildungsbürgerliche Gruppen, zu denen auch Ärzte gehörten. Er schreibt in seinem Buch Die Sozialgeschichte der DDR: „Nach 1960/61 erlassenen Verordnungen konnten Ärzte ihre Praxen vererben und überlieferte Titel wie Sanitäts-, Medizinal- und Obermedizinalrat führen. Die offene Grenze, die bis 1961 eine Abwanderung dringend benötigter qualifizierter Ärzte, Ingenieure, Lehrer und Professoren in die Bundesrepublik ermöglichte, zwang die Partei- und Staatsführung in der DDR zu materiellen Konzessionen an bildungsbürgerliche Gruppen.“